# Jekatyerina Alekszandrovna Lagno
Jekatyerina Alekszandrovna Lagno (oroszul: Екатери́на Алекса́ндровна Лагно́, ukránul: Катери́на Олекса́ндрівна Лагно́, Katerina Olekszandrivna Lahno) a nemzetközi szakirodalomban Kateryna Lahno, Katerina Lahno vagy Kateryna Lagno) (Lviv, 1989. december 27. –) Ukrajnában született orosz nemzetiségű 2014-ig ukrán, 2014-től orosz sakknagymester (GM), női nagymester (WGM), kétszeres női Európa-bajnok (2005, 2008), villám- (2010, 2018) és rapidsakk világbajnok (2014), sakkolimpiai bajnok Ukrajna színeiben (2006) és Oroszország színeiben (2014), Ukrajna csapatában világbajnok (2013), Európa-bajnok Ukrajna színeiben (2013) és Oroszország színeiben (2015). U10 korosztályos ifjúsági világbajnok, U14 korosztályos Európa-bajnok.
2002-ben, 12 éves és 4 hónapos korában a sakk történetének legfiatalabb női nagymestere lett, ezzel megdöntötte Polgár Judit addigi rekordját.
2009-ben összeházasodott Robert Fontaine francia sakknagymester és tévés újságíróval, akivel Franciaországba költözött, de továbbra is Ukrajna színeiben versenyzett. 2010-ben megszületett gyermekük, de házasságuk megromlott, és néhány év múlva elváltak.
2014 márciusában kérvényezte az orosz állampolgárságot, és kérte a Nemzetközi Sakkszövetséget, hogy a továbbiakban Oroszország színeiben versenyezhessen. Döntésének indoklásában orosz gyökereire hivatkozott, és kizárta, hogy lépését az Ukrajnában beállt politikai-háborús helyzet indokolta volna. Az Ukrán Sakkszövetség az országváltást jogi úton próbálta megakadályozni, de a Nemzetközi Sakkszövetség (FIDE) az engedélyt 2014 júliusában megadta. Az orosz állampolgárságot július 21-én kapta meg. A döntés alapján augusztusban a 2014-es sakkolimpián már Oroszország színeiben indulhatott és szerezte meg csapatban második olimpiai bajnoki címét.

## Élete és sakkpályafutása

### Ifjúsági eredményei
Kétévesen tanult meg sakkozni. 1997-ben, 1998-ban és 1999-ben megnyerte Ukrajna U10 korosztályos bajnokságát, és háromszor lett első Ukrajna U12 korosztályos bajnokságán is (1999, 2000, 2001).
Ukrajna korosztályos bajnokaként indulhatott 1997-ben, 7 évesen az U10 korosztályos ifjúsági sakkvilágbajnokságon, ahol a 11. helyen végzett. 1998-ban már holtversenyben a 3−7. (végeredményben az 5.) helyet szerezte meg, 1999-ben pedig megszerezte a világbajnoki címet. Az U12 korosztályos Európa-bajnokságon 1999-ben az 5−7. helyen végzett, 2001-ben az U14 korosztályban kontinensbajnok lett. Az U12 korosztályos világbajnokságokon 2000-ben az 5−8., 2001-ben az 5−10. helyet szerezte meg. 2002-ben Ukrajna U20 korosztályos junior bajnokságán a 3. helyen végzett.

### Felnőtt versenyeken
Igen hamar felnőtt versenyeken is megmutatta játékerejét. 2000-ben elindult Ukrajna férfi és női országos bajnokságán is, és mindkét versenyen a középmezőnyben végzett. Júliusban Szevasztopolban a Hotel Crimea nemzetközi női versenyen holtversenyben a 3. helyet szerezte meg. 2001-ben, 11 évesen Ukrajna női bajnokságának döntőjében indulhatott, ahol a 9. helyen végzett, és elért pontszámával teljesítette a női nemzetközi mesteri címhez szükséges normákat.
2002-ben, 12 évesen a felnőttek között is elindult a Sakk-Európa-bajnokságon, ahol a 114 indulóból a 67. helyen végzett, 2003-ban megnyerte a Kramatorszkban rendezett nemzetközi versenyt, és ekkor teljesítette először a nagymesteri normát. 2005-ben, 15 évesen már felnőtt Európa-bajnok, miután a rájátszásban legyőzte a vele holtversenyben az 1−2. helyen végzett Nagyezsda Koszincevát, és eredményével másodszor is teljesítette a nagymesteri normát.
2006-ban megnyerte a világ legerősebb női sakkversenyét, a VI. North-Urals Cup versenyt, amelyre az előző évi Európa-bajnoki címe alapján kapott meghívást, és ezzel teljesítette harmadszor a nagymesteri normát.
2008-ban, 18 évesen másodszor is Európa-bajnoki címet szerzett a nők között. 2010-ben megnyerte a női villámsakk világbajnokságot.
2011-ben a harmadik helyen végzett a Tata Steel nagymesterverseny C-csoportjában. 2014-ben rapidsakkban is női világbajnoki címet szerzett, miután a rájátszásban legyőzte a vele holtversenyben végző Alekszandra Kosztyenyukot.

### Eredményei a világbajnokságokon
13 évesen, a 2004-es női sakkvilágbajnokságon indulhatott először a felnőtt világbajnoki címért, ahol Élő-pontszáma alapján az ötödik kiemelt volt, és a harmadik körig jutott, ahol az orosz Jekatyerina Kovalevszkaja ütötte el a továbbjutástól.
A 2006-os női sakkvilágbajnokságon meglepetésre már az első körben búcsúzni kényszerült, miután a perui Karen Zapata ellen vereséget szenvedett.
A 2008-as kieséses rendszerű sakkvilágbajnokságra indulási jogot szerzett, de nem élt ezzel a jogával.
A 2010-es női sakkvilágbajnokságon a második körben a magyar színekben induló Hoang Thanh Trangot is legyőzve végül a negyeddöntőig jutott, ahol a versenyen a világbajnoki címet is megszerző Hou Ji-fantól szenvedett vereséget.
A 2012-es női sakkvilágbajnokságon a 2. körben a grúz Lela Javakhishvili ütötte el a továbbjutástól.
A 2013-as női sakkvilágbajnoki ciklusban Élő-pontszáma alapján indulási jogot szerzett a FIDE Women's Grand Prix 2011–12 versenysorozatán való részvételre. 2011. augusztusban Rosztovban Hou Ji-fan mögött a 2. helyet szerezte meg, októberben Nalcsikban ötödik lett, 2012. júniusban Kazanyban csak nyolcadik, de júliusban Jermukban a 2−4. helyen végzett. A versenysorozat összesítésében ezekkel az eredményekkel az ötödik helyet szerezte meg.
A 2015-ös női sakkvilágbajnokságra Élő-pontszáma alapján kvalifikációt szerzett, de nem indult el a versenyen.
A 2015-ös sakkvilágbajnoki ciklusban Élő-pontszáma alapján vehetett részt a FIDE Women's Grand Prix 2013–14 versenysorozatán. 2013. májusban Genfben hetedik, szeptemberben Taskentben 2−3., 2014. áprilisban Hanti-Manszijszkban negyedik helyen végzett, az összesítésben a hetedik helyet szerezte meg.
A 2019-es női sakkvilágbajnokság versenysorozatában az első alkalommal megrendezett világbajnokjelöltek versenyén a 4. helyen végzett.

## Rapid- és villámversenyeken elért eredményei
10 éves korában a felnőtt mezőnyben a női villámsakk Európa-bajnokságon 2001-ben a 4., 2002-ben a 3. helyen végzett.
2010-ben megnyerte a villámsakk világbajnokságot. 2011-ben Alekszandra Kosztyenyuk mögött a 2. helyen végzett a Szellemi Világjátékok rapidsakk versenyén, és a 8. lett a villámversenyen.  2012-ben a 3. helyet szerezte meg az ACP Cup rapidversenyen. Ugyanebben az évben a rapidsakk Európa-bajnokságon a 4−9. helyen, a világbajnokságon a 2−4. helyen végzett, és megnyerte a Szellemi Világjátékok rapidsakk versenyét. A világjátékokon 2013-ban a rapidsakk versenyen a 3−4. helyet szerezte meg, a villámversenyen a 6. helyen végzett.
2014-ben rapidsakkban is női világbajnoki címet szerzett, miután a rájátszásban legyőzte a vele holtversenyben végző Alekszandra Kosztyenyukot.
2016. októberben a rapidsakk világranglistán 2594 Élő-ponttal Hou Ji-fan mögött a második, és a villámsakk világranglistán 2641 Élő-ponttal ugyancsak második Hou Ji-fan mögött.
Legmagasabb Élő-pontszáma rapid sakkban 2616 volt 2013. január−februárban, villámsakkban 2643 2017. januárban.

## Eredményei csapatban

### Sakkolimpia
2004−2012 között öt alkalommal vett részt Ukrajna válogatottjában a sakkolimpián. 2006-ban csapatban aranyérmet, egyéni teljesítményével a második táblán ezüstérmet szerzett. 2008-ban a csapat ezüstérmes lett. A 2012-es sakkolimpián mind csapatban, mind egyéniben bronzérmet szerzett. A 2014-es sakkolimpián Oroszország válogatottjának első táblásaként járult hozzá a csapat aranyérméhez.

### Sakkcsapat-világbajnokság
A Sakkcsapat világbajnokságokon 2007-ben és 2013-ban Ukrajna válogatottjának tagjaként vett részt. 2007-ben csapatban bronzérmesek lettek. 2013-ban csapatban arany-, egyéniben az első táblán elért eredményével ezüstérmet szerzett.

### Sakkcsapat-Európa-bajnokság
2005−2013 között Ukrajna válogatottjában szerepelt a sakkcsapat Európa-bajnokságokon. 2005-ben egyéniben, 2009-ben csapatban és egyéniben is bronzérmes, 2011-ben egyéniben ezüstérmes, 2013-ban csapatban arany-, egyéniben bronzérmes volt. 2015-ben Oroszország válogatottjának második táblásaként járult hozzá a csapat aranyérméhez, egyéniben ezüstérmet szerzett. 2019-ben az orosz válogatott második táblásaként szerzett aranyérmet, emellett egyéniben még két aranyérmet ért az eredménye.

### U16 sakkolimpia
2002-ben tagja volt az ukrán U16 sakkválogatottnak a korosztályos sakkolimpián, ahol a csapat ezüstérmet szerzett.

### U18 Sakk-Európa-bajnokság
2001-ben (10 évesen) tagja volt Ukrajna U18 válogatottjának a korosztályos Európa-bajnokságon, amelyen csapatban arany-, egyéniben bronzérmet szerzett.

### Klubcsapatok Európa Kupája
Első alkalommal 2002-ben, 12 évesen vett részt a Klubcsapatok Európa Kupája küzdelmeiben az AV Momot Chess Club Doneck region együttesében, és ekkor egyéni teljesítménye a harmadik legjobb volt a mezőnyben. 2005-ben a South Ural Chelyabinsk csapatával ezüstérmet nyert. 2009-ben a Spartak Vidnoe csapatával csapatban és egyéniben is aranyérmet szerzett. 2011-ben az AVS Krasnoturinsk csapatával csapatban arany-, egyéniben bronzérmet, 2012-ben egyéniben ezüstérmet szerzett. 2014-ben a CE de Monte Carlo csapatával a második helyen végeztek.

### Országos csapatbajnokságok
2008-ban az örmény csapatbajnokságban a MIKA Yerevan csapatával aranyérmet szerzett.
Szerepelt 2000-ben és 2002-ben az ukrán sakkcsapat-bajnokságban, valamint 2012-ben a kínai sakkligában is.

## Játékereje
A nemzetközi Sakkszövetség (FIDE) 2017. áprilisi világranglistája szerint az Élő-pontszáma 2543, amellyel a 6. helyen áll. Legmagasabb Élő-pontszáma 2557 volt 2012. januárban, a legjobb világranglista helyezése az 5. volt 2011. szeptemberben.

## Díjai, elismerései
- Chess Hetman Prize (Ukrajna legjobb sakkozójának adományozott díj) (2010, 2011)[61][62]
- Olga hercegnő Rend (Орден княгині Ольги) II. fokozat (2012) − több éven keresztül elért kiemelkedő sporteredményeiért[63]
- Olga hercegnő Rend (Орден княгині Ольги) III. fokozat (2006) − a 37. sakkolimpián elért eredményért[64]